# Liste von Kraftwerken in Senegal
Die Kraftwerke im Senegal werden sowohl auf einer Karte als auch in Tabellen (mit Kennzahlen) dargestellt. Die Liste ist nicht vollständig.

## Installierte Leistung und Jahreserzeugung
Im Jahre 2016 lag der Senegal bzgl. der installierten Leistung mit 977 MW an Stelle 129 und bzgl. der jährlichen Erzeugung mit 4,167 Mrd. kWh an Stelle 126 in der Welt. Der Elektrifizierungsgrad lag 2017 bei 65 % (90 % in den Städten und 43 % in ländlichen Gebieten). Der Senegal war 2016 bzgl. der Stromerzeugung autark; weder importierte noch exportierte er Elektrizität.

## Karte
| Diass |

| Malicounda |

| Senergy 1 |

| Senergy 2 |

| Taiba Ndiaye |

## Kalorische Kraftwerke
| Name des Kraftwerks | Inst. Leistung (MW) | Typ / Brennstoff | Status                 | Sonstiges                                      |
| ------------------- | ------------------- | ---------------- | ---------------------- | ---------------------------------------------- |
| APR                 | 30                  | Diesel           | in Betrieb             |                                                |
| ContourGlobal       | 86                  | Diesel           | in Betrieb (seit 2016) | 5 Dieselmotoren: Wärtsilä 18V46                |
| C3                  | 87,5                |                  | in Betrieb             |                                                |
| C4                  | 95                  | Diesel           | in Betrieb             |                                                |
| C6                  | 98,7                | Diesel           | in Betrieb             |                                                |
| C7                  | 101,4               | Diesel           | in Betrieb             |                                                |
| Kounoune            | 67,5                | Diesel           | in Betrieb             |                                                |
| Tobène              | 115                 | Diesel           | in Betrieb (seit 2016) | 6 Dieselmotoren: MAN 18V48/60 + 1 Dampfturbine |

## Solarkraftwerke
| Name des Kraftwerks        | Inst. Leistung (MW) | Typ          | Status                 |
| -------------------------- | ------------------- | ------------ | ---------------------- |
| Diass                      | 23                  | Photovoltaik | in Betrieb (seit 2022) |
| Malicounda                 | 20                  | Photovoltaik | in Betrieb (seit 2016) |
| Senergy 1 (Santhiou Mékhé) | 30                  | Photovoltaik | in Betrieb (seit 2017) |
| Senergy 2 (Bokhol)         | 20                  | Photovoltaik | in Betrieb (seit 2016) |
| Ten Mérina                 | 29,5                | Photovoltaik | in Betrieb (seit 2018) |

Daneben wurden noch weitere Solarstrom-Projekte verwirklicht.

## Wasserkraftwerke
Ein Teil der Stromerzeugung von zwei Wasserkraftwerken in dem Nachbarland Mali steht vertraglich dem Senegal zu.
| Name des Kraftwerks | Inst. Leistung (MW) | Fluss   | Status                              |
| ------------------- | ------------------- | ------- | ----------------------------------- |
| Félou               | 60                  | Senegal | in Betrieb seit 2013 (Anteil 15 MW) |
| Manantali           | 200                 | Bafing  | in Betrieb seit 2001 (Anteil 60 MW) |

## Windparks
| Name des Windparks | Inst. Leistung (MW) | Anzahl | Status                         |
| ------------------ | ------------------- | ------ | ------------------------------ |
| Taiba Ndiaye       | 158,7               | 46     | in Betrieb (seit Februar 2020) |